# Creencias de lujo
Creencia de lujo es un término utilizado para describir «ideas u opiniones que confieren estatus a la clase alta a muy bajo costo, mientras imponen costos muy superiores a las clases bajas». El término se aplica a individuos privilegiados que defienden ideales políticos y sociales que en teoría benefician a la población pobre y marginada, pero que en la práctica les perjudica.

## Origen
Se trata de un neologismo acuñado por el comentarista social Rob Henderson en 2019. Describe lo que algunos alegan es una tendencia entre estadounidenses acomodados de usar sus creencias como manera de exhibir su estatus social. Sin embargo, el reconocimiento del fenómeno en sociología precede al propio término. En su pieza de video para el New York Times, Rob Henderson define las creencias de lujo como «ideas supuestamente progresistas que dan prestigio a las personas privilegiadas que las sostienen, pero que en realidad perjudican a los marginados». Compara las creencias de lujo con el postureo ético (virtue signaling) y cita eslóganes como Defund the police (desfinanciación de la policía) como la "creencia de lujo típica", junto con otros ejemplos como la legalización de las drogas, la eliminación del SAT y la crítica al matrimonio.
En octubre de 2023, la Ministra del Interior británica Suella Braverman calificó en un discurso como creencias de lujo el apoyo a la migración ilegal, al objetivo de cero emisiones y a los delincuentes reincidentes.

## Detalles
Doug Lemov y sus coautores en 2023 describieron el concepto de la creencia de lujo de Henderson como «una idea que confiere estatus social a las personas que la sostienen, pero perjudica a otras en sus consecuencias prácticas».  Matthew Goodwin, profesor de ciencia política en la Universidad de Kent, argumentó en 2023 que tales creencias son sostenidas por personas «que ya no miden el estatus o el valor moral de alguien a través de dinero, propiedades, títulos o educación, sino a través de una nueva perspectiva en ideas y creencias».
Se ha argumentado que la idea de que el matrimonio y la familia biparental no son mejores que los arreglos familiares alternativos es una creencia de lujo, ya que existen evidencias de que la inestabilidad familiar (que algunos que defienden el término equiparan a las familias monoparentales) está asociada con peores resultados para los niños. Sostener tales creencias, según los defensores del concepto, se considera de moda para las élites, pero perjudica a los niños que experimentan esa inestabilidad familiar. Henderson señala que los datos sobre tasas de encarcelamiento, obtención de títulos universitarios y el abuso de sustancias están más fuertemente correlacionados con el haber vivido de niños con ambos padres biológicos que con la pobreza: es más probable que los resultados sean mejores en hogares pobres pero con ambos padres que en hogares monoparentales.

## Críticas
En enero de 2024, el New York Times publicó un artículo de opinión de la escritora Jessica Grose en el que expresa escepticismo sobre el concepto de creencias de lujo y su impacto. Su crítica se centró en un caso en el que Henderson menciona a un compañero de Yale que denigró la monogamia y el matrimonio a pesar de provenir de una familia biparental estable y tener la intención de continuar con esas prácticas. Grose señaló que, aunque se pueda sostener que los estudiantes de las universidades de élite tienen gran influencia ya que lideran desproporcionadamente el país, todavía no ha habido líder político o ejecutivo de talla que afirme que el matrimonio es irrelevante. Que el matrimonio no esté tan considerado como lo fue en el pasado, puede deberse a otros factores: 
«Es fácil señalar con el dedo a las élites, seleccionar sus declaraciones y generar una alarma moral sobre la disminución de la tasa de matrimonio a lo largo del tiempo. Es más difícil expandir de manera significativa la red de seguridad para que menos niños vivan en la pobreza, que debería ser el verdadero enfoque de todo esto, incluso aunque sus padres no se casen».